# Grundschule „Am Röthepfuhl“

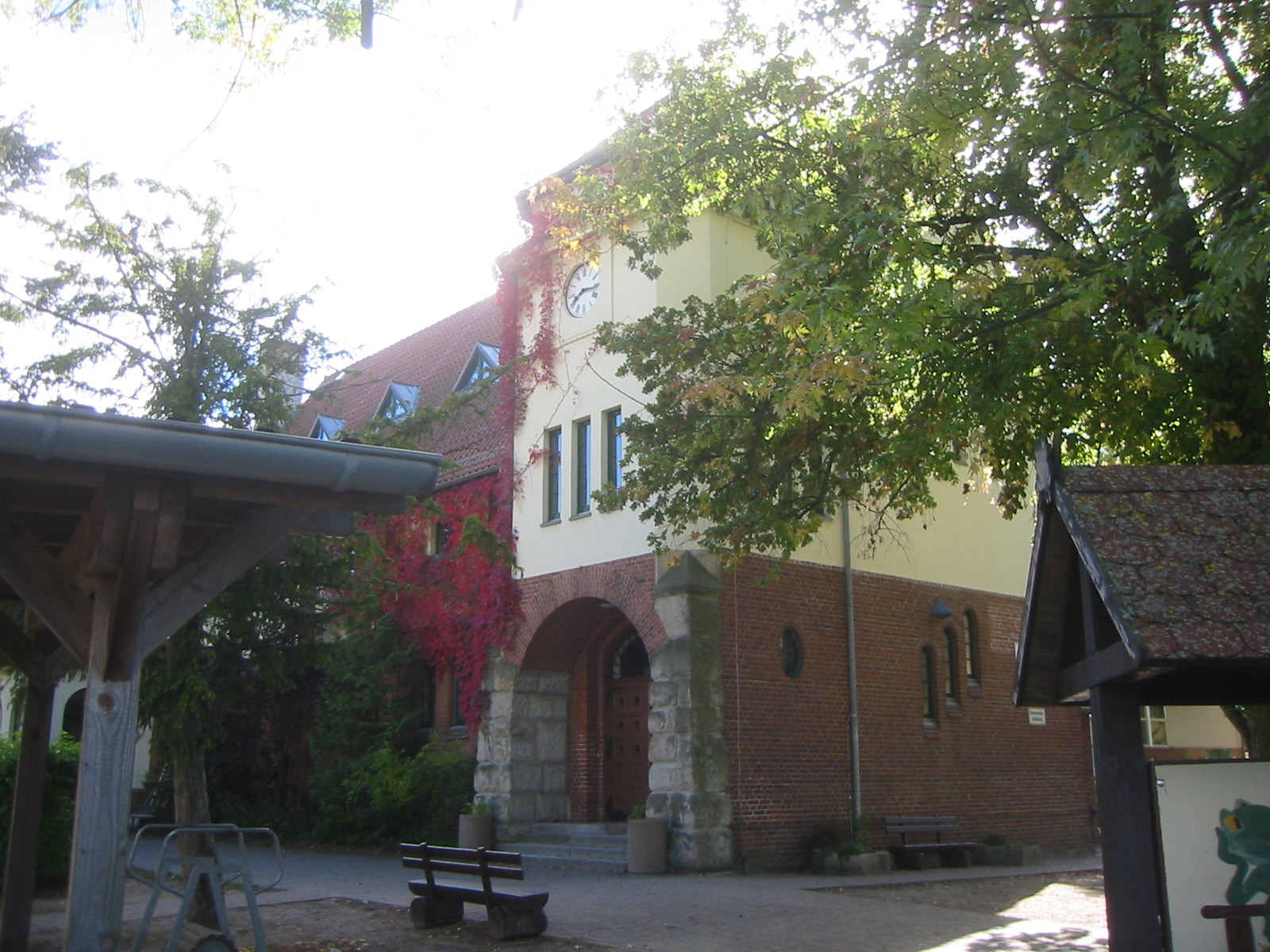
Grundschule „Am Röthepfuhl“ in Ruhlsdorf

Die heutige Grundschule „Am Röthepfuhl“ ist das zweite Schulhaus des Ortsteils Ruhlsdorf der Stadt Teltow im Landkreis Potsdam-Mittelmark. Das Gebäude wurde 1907–1908 erbaut und steht unter Denkmalschutz. Der Name der Schule stammt von dem nahe gelegenen Röthepfuhl.

## Beschreibung
Das zweigeschossige Gebäude wurde aus rotem Backstein gemauert, so auch das bogenförmige Eingangsportal. Davon setzt sich links und rechts grob behauenes Bossenwerk ab. Darüber befinden sich drei symmetrisch angeordnete, schmale Rechteckfenster sowie ein angedeuteter Turm mit einer Uhr und einer Spitzhaube. Das Obergeschoss ist verputzt und in einem gelblichen Farbton angestrichen. Das Gebäude verfügt über ein Satteldach mit je drei Dachgauben pro Seite.

## Geschichte
Östlich der Dorfkirche befand sich bis zum Ende des 19. Jahrhunderts die Dorfschule in einem alten Pfarrhaus. 1906 beschloss die Gemeinde, einen Neubau zu errichten, da das vorhandene Gebäude den gestiegenen Bedürfnissen nicht mehr entsprach. Im Beisein des Landrats Ernst von Stubenrauch fand am 20. Oktober 1906 ein Lokaltermin statt, bei dem ein spitzwinkliges Grundstück zwischen der Gützergotzer Straße und der Sputendorfer Straße besichtigt wurde. Dabei wurde entschieden, die zwei Morgen große Fläche den Gutsbesitzern von Ruhlsdorf für 8.000 Mark abzukaufen. Kurz zuvor hatte der Haushaltsausschuss der Gemeinde beschlossen, das Grundgehalt der Lehrer mit Wirkung zum 1. April 1907 von 1.000 auf 1.200 Mark zu erhöhen. In den Jahren 1907 bis 1908 wurde das Bauwerk errichtet. Es bot Platz für vier Klassenräume, zwei Räume für verheiratete, einen Raum für einen unverheirateten Lehrer sowie für den Schuldiener. Das Bauwerk erhielt dabei – für die Zeit fortschrittlich – einen Anschluss an das neu errichtete Gas- und Wassernetz der Gemeinde. Die Wohnungen waren mit einer Warmwasserheizung, die Klassenräume mit einer Dampfheizung ausgestattet. Die gesamten Baukosten beliefen sich einschließlich Grundstück und Einfriedung auf 94.000 Mark; die Einweihung fand im März 1908 statt. Die frühere Volksschule wird im 21. Jahrhundert als Grundschule und Tagesstätte genutzt.